# Carle Ledhuy
 (février 2017).
Si vous disposez d'ouvrages ou d'articles de référence ou si vous connaissez des sites web de qualité traitant du thème abordé ici, merci de compléter l'article en donnant les références utiles à sa vérifiabilité et en les liant à la section « Notes et références ».
Charles Laurent Ledhuy, dit Carle Ledhuy, né le 6 juillet 1808 à Coucy-le-Château et mort le 11 décembre 1862 à Paris, est un littérateur, sténographe à la Chambre des pairs, commissaire de police à Angoulême. Il est l'auteur de romans, comédies, études historiques et traductions. Il a publié sous les noms de Charles Ledhuy, Carle Ledhuy, Carle Le Dhuy ou Le traducteur des « Trois As ». Il a principalement traduit les œuvres de l'écrivain allemand Karl Spindler (1796-1855). Après sa mort, son fils Carle continuera à publier ses œuvres ainsi que son journal (avec La Nuit terrible en 1866).

## Biographie
Le père de Carle Ledhuy est percepteur à Coucy-le-Château. Il a six enfants, cinq garçons et une fille. Il meurt, en 1818, à l'âge de 38 ans. Carle, lui, a dix ans.  Il va à l'école de Coucy, puis, un grand'oncle, Carlier, l'emmène régulièrement en son château de Villette près de Chaugny, pour lui servir de secrétaire. Sa mère le met ensuite en pension  à Vic-sur-Aisne, mais, ruinée, elle doit le retirer. Il est alors placé, en qualité de clerc, chez un notaire.  En août 1824, il a 16 ans, il part à Paris où est son frère aîné, Adolphe lui procure un emploi chez un avoué. Il n'y reste pas et vit alors désœuvré. Il rencontre Angélique de Sceaulx qu'il l'épouse le 7 octobre 1826. En 1828 il entre au bureau des procès-verbaux de  la chambre des députés. Il y reste six mois jusqu'à ce que la comtesse de Montbreton lui propose d'être son secrétaire mais son travail est davantage de jouer de la guitare et de chanter. Au bout d'un an il retourne à la chambre des députés où il reste jusqu'en 1831. En 1832 il entre au journal la révolution de 1830. En 1833 il rejoint La quotidienne. Il commence à publier des et nouvelles, romans et feuilletons littéraires dans divers journaux : les nouvelles, le journal de Paris, le Franc-picard... en 1836 il a déjà publié dix romans. Tout en écrivant il exerce diverses activités : en 1839 il entre au ministère de l'instruction publique, En 1840 il travaille trois heures par jour, pour le général Fagel, ambassadeur des Pays-Bas. En  1841 il est à nouveau sténographe pour la Chambre des députés. Il écrit en 1844 un drame pour le théâtre (Albert Hermann, représentée 4 fois au théâtre de l'Odéon en 1845) et de la poésie. À partir de 1848 il écrit moins, ses textes sont souvent refusés. Son journal s'arrête en 1851 et son fils conclut sa publication en écrivant « depuis cette époque sa vie n'a été qu'une suite de chagrins et de déboires ».

## Œuvres
- Chroniques du château de Coucy, Paris, Poulton de l'Epée, 1835.
- Comment meurent les femmes, Paris, C. Lachapelle, 1836.
- La Belle Picarde, Paris, C. Lachapelle, 1837.
- Le Boudoir et la Mansarde, roman en 2 volumes, avec Raymond Brucker, Paris, C. Lachapelle, 1838.
- Georges de Rosières, roman intime, Paris, C. Lachapelle, 1839.
- Les Mémoires de la mort, roman, Paris, C. Lachapelle, 1839, 4 vol. Sera réédité au Mans, imprimerie de Dehallais, 1860.
- La Prière du soir, Paris, C. Lachapelle, 1840.
- Les Pichenettes, Paris, Bazouge-Pigoreau, 1840.
- La Nuit de Toussaint, Paris, Passard et Huriet, 1841.
- Les Sires de Coucy, Paris, Périsse frères, 1844 ; puis Paris, J. Lecoffre, (en 1853, 1874 et 1880).
- Le Capitaine d'aventure, Paris, imprimerie de Preve, 1853 et Paris, imprimerie de Dupont, 1853. Sera réédité en 1860, 1863 et 1871.
- Le Fils maudit, Paris, Michel Lévy frères, 1863.
- La Nuit terrible, Paris, Michel Lévy frères, 1866.
- À cache-cache, Paris, Michel Lévy frères, 1873.

Traductions
- Karl Spindler, La Nonne de Gladenzell, Paris, Dumont, 1834.
- Karl Spindler et Wilhelm Blumenhagen, Les Trois As, Paris, C. Lachapelle, 1835.
- Karl Spindler, Le Jésuite, Paris, C. Lachapelle, 1835. Réédition Paris, Lécrivain et Toubon, 1865. A paru aussi sous le titre Justine Mussinger, Paris, Roret, 1838.
- Karl Spindler, La Danse des esprits, Paris, C. Lachapelle, 1838. Réédition 1839 sous le titre Jean quatre sous, ou Bourgeois et Gentilshommes.